# Lycopodium verticale
Lycopodium verticale är en lummerväxtart som beskrevs av Li Bing Zhang. Lycopodium verticale ingår i släktet lumrar, och familjen lummerväxter. Inga underarter finns listade i Catalogue of Life.